# Henri König
Pour les articles homonymes, voir Henri Koenig.
Henri König, né le 13 janvier 1896 à Romanshorn (Thurgovie) et mort le 24 mars 1983 à Genève, est un sculpteur suisse.

## Biographie
Comme beaucoup d'autres artistes suisses alémaniques, Henri König vient à Genève pour faire ses études. En 1917, il entre à l'École des beaux-arts de Genève où il suit des cours de peinture et de sculpture, Il obtiendra son diplôme en 1921. Il sera l'élève puis l'assistant du sculpteur suisse James Vibert (1872-1942). Peu sensible au courant "moderniste" et "d'avant-garde", König fait partie des chefs de file d'une sculpture dite "traditionnelle" ou classique.
De 1943 à 1961, il sera professeur à l'École des beaux-arts de Genève et à l'École d'architecture de Genève. Il aura notamment pour élèves Henri Presset et Albert Rouiller, deux figures genevoises de l'abstraction.

## Distinctions
- 1936 : Eidgenössisches Kunststipendium
- 1935 : Eidgenössisches Kunststipendium
- 1934 : Eidgenössisches Kunststipendium

## Expositions collectives

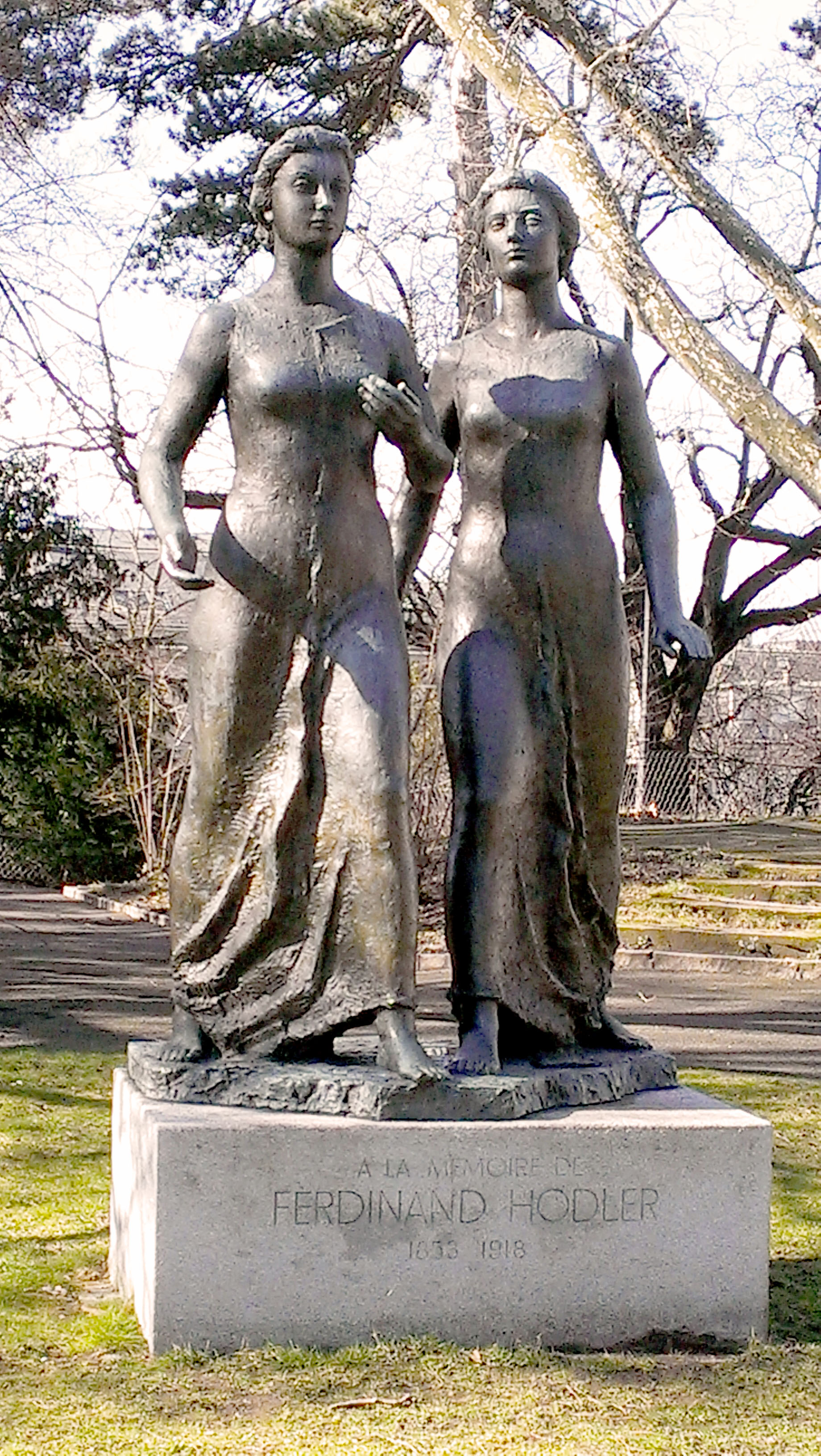
Monument à la mémoire de Ferdinand Hodler, 1957 Promenade du Pin, Genève.
Bronze, H. 250 cm sans socle.

- 1981 : 1936, eine Konfrontation : Aargauer Kunsthaus Aarau : [Katalog einer Ausstellung] : 13. September - 18. Oktober 1981
- 1981 : Henri König, Herbert Theurillat : Kantonale Kunstsammlung, Villa Sonnenberg : 15 mars au 26 avril 1981
- 1956 : Schweizerische Kunstausstellung, Basel 1956. Schweizer Mustermesse, Halle 8, "Baslerhalle" 2. Juni-15. Juli 1956
- 1951 : Schweizerische Kunstausstellung Bern 1951 : Kunstmuseum [Malerei], Kunsthalle [Plastik, Wandteppiche], Schulwarte [Zeichnung, Graphik], 8. September bis 28. Oktober
- 1945 : Herbert Theurillat, peintre, Henri König, sculpteur : exposition, Genève, Musée Rath, 3-25 novembre 1945
- 1943 : XIX. Ausstellung der Gesellschaft Schweizerischer Maler, Bildhauer und Architekten : Kunsthaus Zürich, 16. Oktober-5. Dezember 1943 : Katalog
- 1939 : Zeichnen, Malen, Formen : II. Kunst der Gegenwart : Schweizerische Landesausstellung, [Zürich], 1939 : [Werke im Ausstellungsgelände am See und im Zürcher Kunsthaus, 27. August-29. Oktober 1939]
- 1936 : Katalog XIX. Nationale Kunstausstellung = Catalogue XIXme Exposition nationale des beaux-arts : Musée des beaux-arts, Berne, du 17 mai au 12 juillet 1936
- 1933 : Exposition de Jean Bernard, N. George, Henri König : catalogue : Musée Rath, [Genève], du 4 au 23 février 1933]
- 1931 : Exposition nationale d'art appliqué : [Genève, Palais des expositions, du 30 août au 11 octobre 1931] / organisée par L'Œuvre, association suisse romande de l'art et de l'industrie, et par le Werkbund suisse sous les auspices du Conseil fédéral.
- 1928 : Katalog XVII. Nationale Kunstausstellung = Catalogue XVIIme Exposition nationale des beaux-arts : Kunsthaus Zürich, du 26 mai au 22 juillet 1928

## Collections publiques
- Fonds municipal d'art contemporain de Genève (FMAC), 3 pièces
- Musée d'art et d'histoire de Genève (MAH), 3 pièces